# 黄土高原

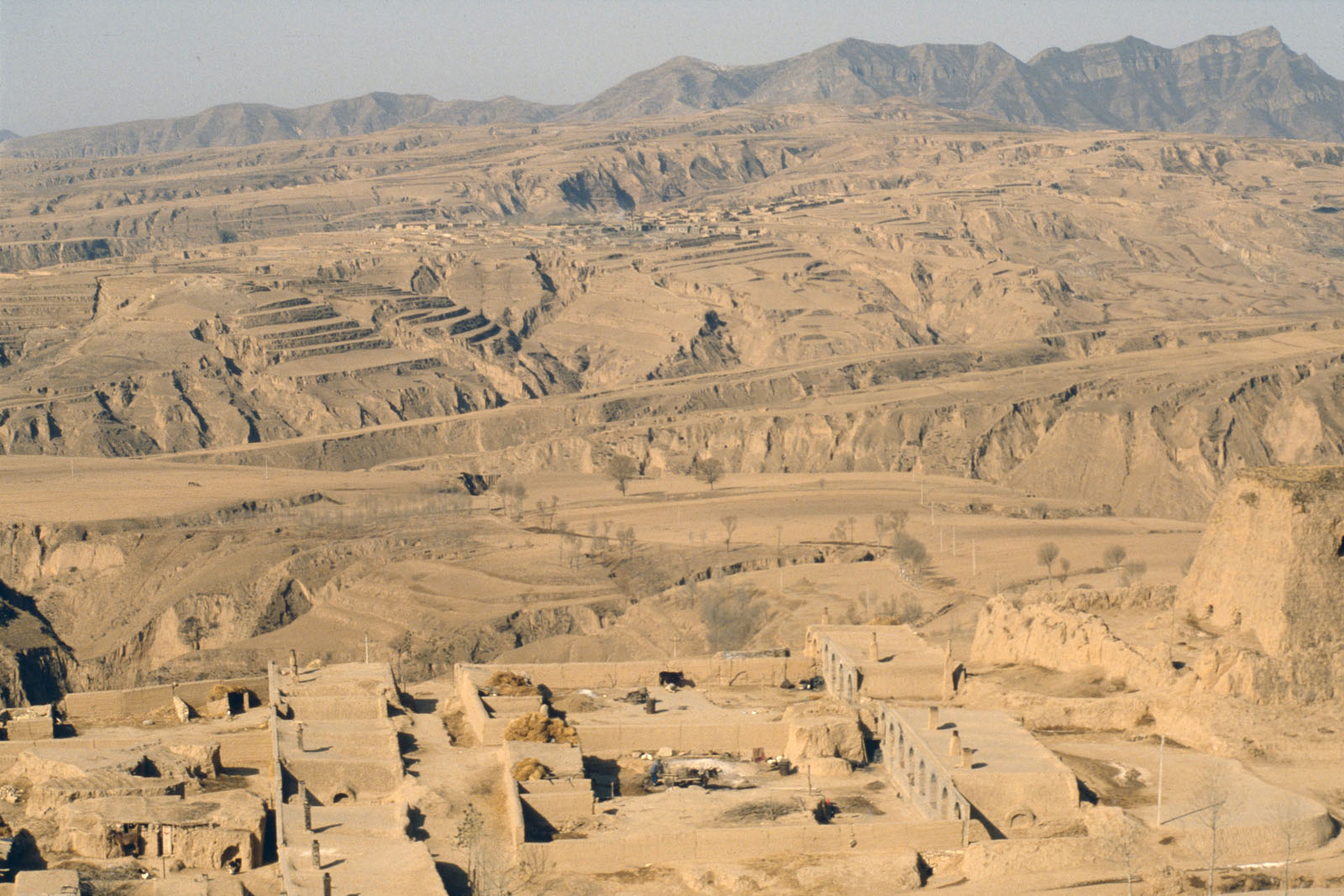
黃土高原一景

黄土高原的范围在中国北方太行山以西，乌鞘岭以东，秦岭以北，长城以南，面积约有65万平方公里，占中国面积7%左右。其海拔在1000至2000米之间，包括山西省和宁夏回族自治区全境、陕西省中部和北部、甘肃省中部和东部、青海省东北部以及内蒙古自治区的河套平原和鄂尔多斯高原等地区，是中国水土流失最严重的地区。
黄土高原广布黄土，厚达50至80米，陇东、陕北厚达150米，最厚的地方达200米。由于人为开垦土地，采伐森林和过度放牧导致高原的植被遭到严重的破坏，加劇黄土的土质疏鬆，水土流失與草原退化极为严重，形成“千沟万壑”的黄土地貌。

## 地质地貌

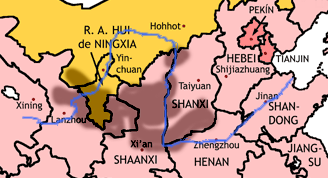
阴影部分为黄土高原，其范围在中国北方太行山以西，乌鞘岭以东，秦岭以北，长城以南。

高原由西北向东南倾斜，海拔多在1,250至2,000米之間。除许多石质山地外，大部分为厚层黄土覆盖。经流水长期强烈侵蚀，逐渐形成千沟万壑、地形支离破碎的特殊自然景观。
高原上主要山脉有太行山脉、吕梁山和六盘山等，这些高脉把黄土高原分成三部分：山西高原、陕甘黄土高原、陇西高原。

## 气候和水文
黄土高原的地区属温带季风气候区的边缘，大陆性和季风不稳定性更加突出，全年总雨量少，65%的雨水集中在夏季，降水的强度大，往往一次暴雨量就占全年雨量的30%，甚至更多，是造成黄土高原水土流失的原因之一。高原日照充足，高原从西北向东南，年均温度在8至14℃，无霜期为120至200天，属暖温带。
黄土高原的水系是以黄河为骨干，发源于黄土高原的河流约有200条（参看小流域），较大的河流有渭河、汾河、洮河、祖厉河、清水河 、北洛河、黄甫川、窟野河、无定河等，那里的河流水量不丰，年径流量只有185亿立方米（黄河干流除外），河流受汛期影响较严重，洪峰急涨急落，汛期水量占全年水量的7%以上，高原浅层地下水贫乏，大部分地区地下水的埋藏很深，多在60～70米以下。

## 土壤和植被

### 黄土的特性

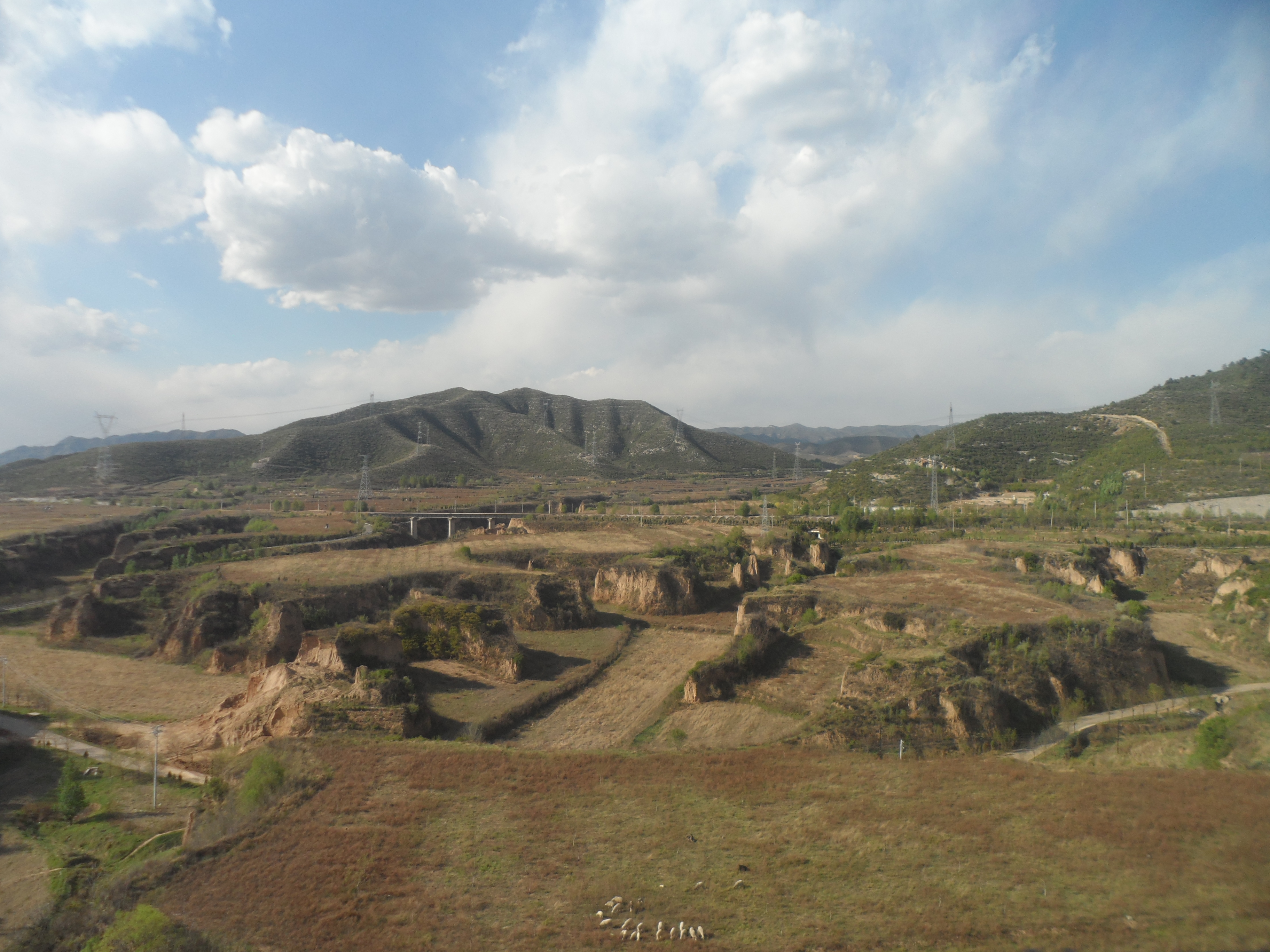
黄土高原地貌

黄土是最适合农耕文明诞生和延续的土壤。黄土质地细腻、颗粒细小、结构疏松，原始人类用简单的木质、骨质或石质工具就可以轻松翻开黄土，进行耕种，这就是黄土的易耕性。与黄土易耕性形成鲜明对比的是中国南方大部分地区覆盖的红土，因为气温高、雨量大，土层的淋溶非常严重，红土中大量的铁元素被淋溶下去，在距离地面20-30厘米左右的地方形成一个富含铁结核的淀积层，这一层非常坚硬，在没有铁质工具前，人类对其基本无计可施。所以农业的起源，只能发生在黄土这类易耕的土层之上。
只有土层足够深厚，才能让诞生于其上的农耕活动持续进行下去。如果土层太薄，在耕种了几季之后，就触到淋基岩层，那随后肯定无法再进行农耕活动了。中国东北地区的黑土以肥沃著称，它的土层厚度却只有1米左右，当现代人克服了气候寒冷的不利影响，在东北发展农业时，仍然时刻要担心黑土厚度不断减薄的土壤侵蚀问题。在黄土高原上，土层厚度却根本不成问题。研究表明，黄土高原上，黄土一般厚度堆积厚度在80-120米，最大厚度超过400米。
黄土还有一个至关重要的特性，即“自肥性”。20世纪初，美国地质学家庞波里（Raphael Pumpelly）在考察过中国的黄土后，曾发出这样的感慨：“它（黄土）的肥力似乎是无穷无竭！”一方面由于黄土堆积深厚，它具有垂直的纹理，灌溉后有利于下层的养分、水分被毛细作用带到地表。另一个重要原因是，季风对黄土的搬运和堆积一直都没有停止，每年都有新的黄土落在地面上，就好像它一直在进行“自我加肥”，所以不用担心土壤中养分元素耗尽而无法继续耕种的问题。“在中国辽阔的黄土带，几千年来农作物几乎不靠人工施肥就可以年复一年地种植。正是在这类土壤之上，稠密的人口往往继续不断地生长到它强大支持生命能力的极限”。

### 黄土高原的植被

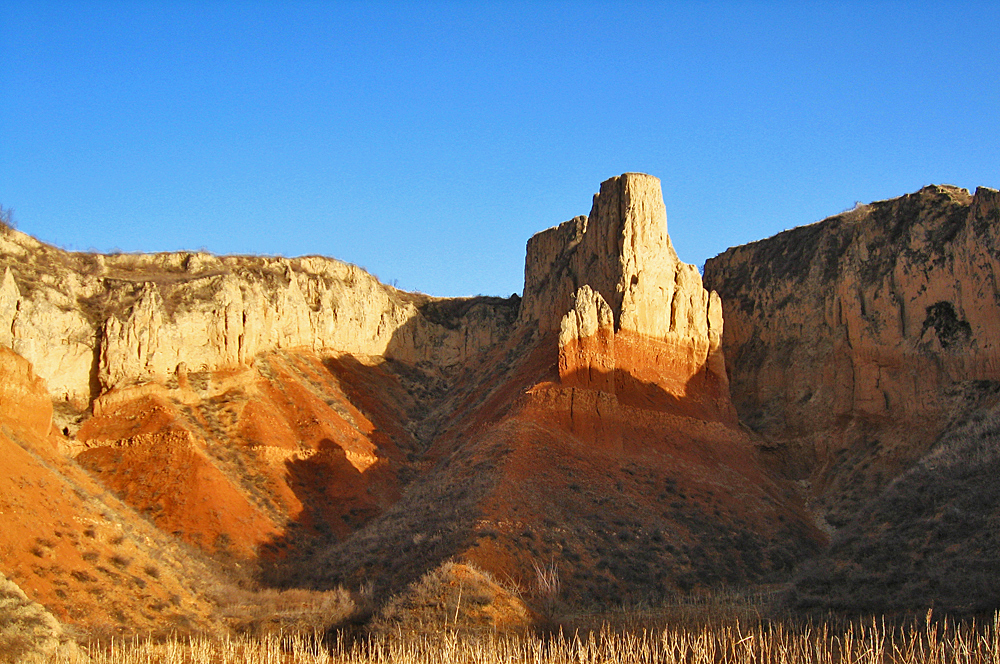
黄土高原山地景色

历史上，黄土高原曾经拥有较多植被和森林，直到清朝时期，仍记载有大片森林存在。然而，由于气候变化和土地开垦等人为破坏，植被已经大面积消失，成为生态环境十分脆弱的地区。近年来，政府在黄土高原开展退耕还林等政策，减少人类活动对植被的破坏，以恢复脆弱的生态环境。
由于水土流失严重，熟化土壤不断流失，土壤偏碱性，腐殖质和氮素养分贫乏，土地贫脊，植物很难生长。加上滥砍滥伐以及对土地的不合理利用，高原上植被稀少，森林覆盖率低，东南部的植被条件好一些，西北部多为乾草原和荒漠草原。根据中国政府的统计数字，1977年，黄土高原的森林覆盖率仅为11%；2014年，森林覆盖率增加至19.6%。

## 水土流失
黄土高原水土流失严重的面积约27万平方公里，有11万平方公里特严重面积。大部分地区的侵蚀模数在4000吨／平方公里，最严重的地区达3.57万吨／平方公里。水土流失使黄土高原丧失熟化土层，使当地土层的蓄水保湿能力降低，丧失耕种能力。水土流失还导致河道淤塞，水库淤积、渠道不畅等后果，治理困难。

## 參见
- 草原退化
- 中原